# Roberto Locatelli

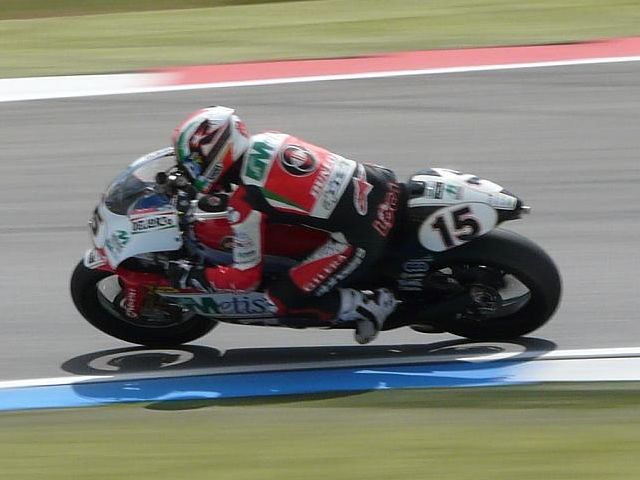
Locatelli 2008 in Assen op Gilera

Roberto "Loca" Locatelli (Bergamo, 5 juli 1974) is een voormalig Italiaans motorcoureur.
In 1994 debuteerde Locatelli met een wildcard tijdens de Grand Prix van Italië in de 125cc-klasse van het wereldkampioenschap wegrace. Na twee seizoenen in de 250cc-klasse keerde Locatelli in 1997 terug naar de 125 cc. In 2000 werd hij op Aprilia wereldkampioen in deze klasse. Na 224 starts in het wereldkampioenschap, negen overwinningen, 25 podiumplaatsen, 18 polepositions en tien snelste ronden beëindigde Locatelli na het seizoen 2009 zijn actieve carrière.